# پونگل
پونگل (به انگلیسی: Punggol) یک ناحیهٔ شهری در کشور سنگاپور است که در سرشماری سال ۲۰۱۰ میلادی، ۵۹٬۳۸۶ نفر جمعیت داشته‌است.